# 帕巴拉·帕巴桑吉
帕巴拉·帕巴桑吉（藏語：འཕགས་པ་སངས་རྒྱས，威利转写：'phags pa sangs rgyas；1507年—1566年）藏族，工布曲康杂瓦地方（今西藏林芝市米林县）人，第二世（不计追认）帕巴拉活佛。

## 生平
藏历火兔年（1507年），他生于工布曲康杂瓦地方的一户人家。出生后不久，他便被认定为第二世帕巴拉活佛。所以1507年左右可以被视为帕巴拉活佛世系最初形成的时间。23 岁时，他先后到工布、波密、那雪、察瓦、芒康、边坝等地传教并创建寺院。后来，他应邀调解四川巴塘和云南丽江木氏土司间的纠纷。29岁时，应丽江木氏土司加央扎巴的邀请，赴丽江地区传教，并说服木氏土司在12年内不对西藏动武。后来，他接到了班禅和达赖的信，信中建议他“为佛法应留驻于丽江”，他乃在丽江兴建了章热寺等寺院，并为汉族、纳西族等族的民众讲经。此外，他还曾任木氏土司加央扎巴的“国师”。
他是藏传佛教格鲁派中首位被木氏土司正式邀请讲经的活佛。约1544年，他到昌都强巴林寺传法，获该寺僧众热烈欢迎。
藏历火虎年（1566年），帕巴桑吉圆寂，享年60岁。